# Pommers voetbalkampioenschap 1920/21
In 1920/21 werd het derde Pommers voetbalkampioenschap gespeeld, dat georganiseerd werd door de Baltische voetbalbond. 
Stettiner SC werd kampioen en plaatste zich voor de Baltische eindronde. VfB Königsberg werd aanvankelijk kampioen, maar na een protest van Preußen Danzig moest de wedstrijd tegen Danzig herspeeld worden en dat werd een gelijkspel. Stettiner SC werd tot kampioen uitgeroepen en plaatste zich zo voor de eindronde om de Duitse landstitel. De club werd in de eerste ronde verslagen door BFC Vorwärts 90. Na protest van VfB Königsberg werd de eerste uitslag tegen Danzig terug aangenomen en werd Königsberg kampioen, voor de Duitse eindronde was het echter te laat.

## Reguliere competitie

### Stolp
| Plaats | Club                    |
| ------ | ----------------------- |
| 1.     | SV Germania Stolp       |
| 2.     | SV Viktoria 1909 Stolp  |
| 3.     | SV Sturm 1919 Lauenburg |

|  | Geplaatst voor de eindronde |

### Stettin
Stettiner SC 08 kreeg enkele strafpunten waardoor Titania Stettin naar de eindronde mocht, omdat deze beslissing naderhand ongedaan gemaakt werd werd de eindronde herspeeld met Stettiner SC 08.
| Plaats | Club                      | Wed. | W  | G | V  | Saldo | Ptn |
| ------ | ------------------------- | ---- | -- | - | -- | ----- | --- |
| 1.     | Stettiner SC 1908         | 14   | 11 | 2 | 1  | 31:6  | 24  |
| 2.     | Stettiner FC Titania 1902 | 14   | 11 | 0 | 3  | 28:8  | 22  |
| 3.     | SC Blücher 1904 Stettin   | 14   | 9  | 1 | 4  | 18:11 | 19  |
| 4.     | Stettiner TV              | 14   | 3  | 7 | 4  | 10:11 | 13  |
| 5.     | Stettiner SC Preußen 1901 | 14   | 4  | 4 | 6  | 15:13 | 12  |
| 6.     | Stettiner SVgg 1905       | 14   | 4  | 2 | 8  | 8:34  | 10  |
| 7.     | SC Vorwärts Stettin       | 14   | 3  | 2 | 9  | 11:27 | 8   |
| 8.     | VfB 1908 Stettin          | 14   | 1  | 2 | 11 | 9:20  | 4   |

|  | Kampioen, geplaatst voor de eindronde  |
|  | Degradatie-eindronde met tweedeklasser |

Degradatie-eindronde
| Plaats | Club                      | Wed. | W | G | V | Saldo | Ptn |
| ------ | ------------------------- | ---- | - | - | - | ----- | --- |
| 1.     | VfB Stettin               | 2    | 2 | 0 | 0 | 6:1   | 4   |
| 2.     | SC Viktoria 1911 Stargard | 2    | 0 | 1 | 1 | 1:4   | 1   |
| 3.     | SC Vorwärts Stettin       | 2    | 0 | 1 | 1 | 0:2   | 1   |

|  | Geplaatst voor eerste klasse 1921/22 |

## Deelnemers
| Club                     | Gekwalificeerd als                  |
| ------------------------ | ----------------------------------- |
| FC Viktoria Schneidemühl | Kampioen van Grenzmark-Schneidemühl |
| SV 1910 Kolberg          | Kampioen van Kolberg-Köslin         |
| FC Viktoria Stargard     | Kampioen van Stargard               |
| Stettiner SC 08          | Kampioen van Stettin                |
| SV Germania 1903 Stolp   | Kampioen van Stolp-Lauenburg        |

## Eindronde 1

### Kwartfinale
| Team 1               | Uitslag  | Team 2                   |
| -------------------- | -------- | ------------------------ |
| FC Viktoria Stargard | 4:3 n.v. | FC Viktoria Schneidemühl |
| SV 1910 Kolberg      | 2:0      | SV Germania Stolp        |

Titania Stettin had een bye.

### Halve Finale
| Team 1               | Uitslag | Team 2            |
| -------------------- | ------- | ----------------- |
| Stettiner FC Titania | 7:1     | Viktoria Stargard |

SV Kolberg had een bye.

### Finale
| Team 1               | Uitslag | Team 2          |
| -------------------- | ------- | --------------- |
| Stettiner FC Titania | 4:0     | SV 1910 Kolberg |

## Eindronde 2
De resultaten van de kwartfinale bleven wel gelden. 

### Halve Finale
| Team 1       | Uitslag | Team 2            |
| ------------ | ------- | ----------------- |
| Stettiner SC | 3:0     | Viktoria Stargard |

SV Kolberg had een bye.

### Finale
| Team 1       | Uitslag | Team 2          |
| ------------ | ------- | --------------- |
| Stettiner SC | 5:0     | SV 1910 Kolberg |